# Zwarakay

Die paschtunischen Vokalisierungszeichen: ganz links das Zwarakay

Zwarakay (paschtunisch زورکى) ist ein optionales Schriftzeichen des erweiterten arabischen Alphabetes der paschtunischen Sprache, das zur Vokalisation von Texten verwendet wird. Es dient zur Kennzeichnung des kurzen Vokals ə (ein Schwa), welcher spezifisch für das Paschtunische ist. Das Zwarakay ist ein waagerechter Strich (und somit vom Fatha zu unterscheiden, das schräg ist) und wird über den zu vokalisierenden Konsonanten gesetzt.

## Zwarakay in Unicode
| Unicode Codepoint | U+0659          |
| Unicode-Name      | ARABIC ZWARAKAY |
| HTML              | &#1625;         |